# Аш, Шолом
Шолом Аш (идиш שלום אַש‎ — Шолем Аш, Шулем Аш; 1 ноября 1880, Кутно, Царство Польское, Российская империя, — 10 июля 1957, Лондон, Великобритания) — польский и американский еврейский писатель, драматург.

## Биография
Один из десяти детей Мойше Аша — торговца скотом и владельца гостиницы и Фрейды Малки Видавской. Он на всю жизнь запомнил сказания и исторические фигуры Торы. Сведения о современном мире, находящемся за границей их городка, молодой Шолом черпал из книг Льва Толстого, Гоголя, Диккенса, Гёте.
Шолом Аш в 18 лет ушел из дому и начал зарабатывать себе на жизнь во Влоцлавеке частными уроками и написанием писем для неграмотных: помимо идиша он владел ивритом, польским и немецким. Первую новеллу в 1899 году Аш написал на иврите и показал известному еврейскому писателю Ицхоку Лейбушу Перецу. Тот оценил её положительно, но посоветовал писать на современном разговорном языке — идише. В 1900 г. переехал в Варшаву. Там жил в одной квартире с писателями Авромом Рейзеном и Хершем Довидом Номбергом.
В 1903 г. женился на Матильде Шапиро, которая происходила из богатой семьи. Это позволило Ашу полностью посвятить себя литературному творчеству.
Во время революции 1905 года писателя видели в рядах демонстрантов.
В 1908 г. принял участие в международной конференции по вопросам языка идиш в Черновцах, выступив в защиту И. Л. Переца и высказавшись за сохранение идиша как главного языка европейского еврейства. Он также представил статью о переводах литературных памятников (в т. ч. библейских) с иврита на идиш.
В 1909 году Аш уехал в США, поселился в Нью-Йорке и в последующие годы активно создавал новые работы. С 1914 г. регулярно публиковался в газете «Форвертс». В том же году стал одним из основателей еврейской благотворительной организации «Джойнт».
В 1920 г. вернулся в Польшу. В том же году было опубликовано первое собрание его сочинений в 12 томах с предисловием Ш. Нигера. В 1928 году Аш посетил СССР. Встречался с М. Горьким, Б. Пильняком, Л. Леоновым, А. Свирским и др. писателями. В 1932 году он был награждён Орденом Возрождения Польши, что спровоцировало критику со стороны еврейской общественности в связи с антисемитской политикой Польской Республики.
В 1933 г. его произведения оказались одними из многих подвергнутых сожжению нацистами на улицах немецких городов, а в 1938 г. приближающаяся война вынудила его вернуться в Америку.
Последние годы провёл в Бат-Яме и Лондоне. Умер в Лондоне в 1957 г.

## Творчество
Первая публикация — новелла «Мойшеле» на идише в еженедельнике «Еврей» (идиш דער יוד‎)  в 1900 году.
В 1902 в 1903 гг. выпустил сборники рассказов на иврите и идише соответственно. В 1904 г. его повесть «Городок», изображающая идиллический образ еврейского местечка, была сериализована в ежедневнике «Дэр фрайнд». К той же тематике он неоднократно возвращался на протяжении своей карьеры: в повести «Богач Шлойме» (1909), романе «Псалмопевец» (1934).
Первое его драматическое произведение, пьеса «По течению» (1904), не принесло Ашу признания. Успех в литературных кругах принесла ему вторая пьеса — «Времена Мессии» («Мошиахс цайтн», в первых русских постановках имела имя «На пути в Сион»; 1906). Вместе с пьесой «Наследники» (1913), они составили цикл драматических произведений, освещающих декадентство и безверие молодёжи начала XX века.
В 1907 г. Шолом Аш закончил написание своей самой сенсационной пьесы, «Бог мести», которая позже была переведена на русский, немецкий, английский, польский, итальянский, французский, чешский, шведский, норвежский и голландский языки, а также иврит. Эта пьеса стала первым драматическим произведением на идише, нашедшим успех во всей Европе. По её сюжету в Москве в 1912 г. был снят фильм. Впоследствии полемика вокруг тем, затронутых в произведении (соотношение религиозной и светской морали, лицемерие религиозных евреев, однополые отношения), привела к аресту театральной труппы после постановки «Бога мести» в Бродвейском театре в 1923 г. Это вынудило Аша остановить новые постановки. В последние десятилетия «Бог мести» в переводах и в оригинале на идише стало одним из самых популярных произведений современного еврейского театра.
Под впечатлением от поездки в Подмандатную Палестину в 1908 г. написал цикл зарисовок жизни в ишуве «Земля Израильская» (1911). Повторное посещение Земли Израильской в 1938 г. стало основой для произведения «Песнь долины» (1938).
Действие произведений автора происходит в Польше и в Бессарабии, Америке и на Украине (как, например, в романе «Мэри», изданном на русском языке в Берлине в 1925 году в том же издательстве Ладыжникова).
Во время своего пребывания в США Шолом Аш создал социальные романы из жизни пролетариев-иммигрантов и местечковых евреев: «Мотке-вор» (1916), «Дядя Мозес» (1918),  «Электрический стул» (1924), «Мать» (1925), «Возвращение Хаима Ледерера» (1927), «Ист-ривер» (1947) и др. Библейские мотивы лежат в основе романов «Человек из Назарета» (1943), «Апостол» (1943), «Мария» (1949), «Моисей» (1951), «Пророк» (1955). Несмотря на литературный успех этих произведений, стремление Шолома Аша «примирить» иудаизм и христианство путём подчёркивания еврейских корней Иисуса и других новозаветных персонажей было встречено негодованием не только многих читателей, но и некоторых коллег-литераторов. В частности, газета «Форвертс», в которой он публиковался десятилетиями, в 40-х годах выступила организатором бойкота издания произведений Аша в еврейских публикациях Америки. Это вынудило писателя публиковаться в коммунистической газете «Фрайхайт».
Шолом Аш также был автором таких произведений, как «Кастильская колдунья» (1921), «Уголь» (1928), «Гроссман и его сын» (1954), исторического романа «За веру отцов» (1919), повести «Разрушение храма».
С 1921 по 1931 год Аш писал и публиковал монументальную трилогию «Перед потопом», посвящённую Октябрьской революции. Через глаза главного героя, единственного сына торговца-миллионера, автор осмысляет социально-политические реалии Петербурга, Варшавы и Москвы, послужившие причинами революции, а также роль еврейского народа в ней.

## Семья
Сыновья — писатель Натан Аш и продюсер Мозес Аш.